# Alive in Studio A
Alive in Studio A е хевиметъл албум на певеца Брус Дикинсън, издаден през 1995 г.
Албумът не включва нови песни, а презаписани парчета от първите два соло албума на Брус („Tattooed Millionaire“ и „Balls to Picasso“), с новия му състав. Първоначално трябвало „Alive In Studio A“ да бъде лайф сешън по американско радио, но тази идея така и не се осъществила. Втория диск съдържа изпълнения на живо от клуб Маркий.

### Диск 1: Alive In Studio A
1. „Cyclops“
2. „Shoot All The Clowns“
3. „Son Of A Gun“
4. „Tears Of The Dragon“
5. „1000 Points Of Light“
6. „Sacred Cowboys“
7. „Tattooed Millionaire“
8. „Born In '58“
9. „Fire“
10. „Change Of Heart“
11. „Hell No“
12. „Laughing In The Hiding Bush“

### Диск 2: Alive At The Marquee
1. „Cyclops“
2. „1000 Points Of Light“
3. „Born in '58“
4. „Gods Of War“
5. „Change Of Heart“
6. „Laughing In The Hiding Bush“
7. „Hell No“
8. „Tears Of The Dragon“
9. „Shoot All The Clowns“
10. „Sacred Cowboys“
11. „Son Of A Gun“
12. „Tattooed Millionaire“

## Състав
- Брус Дикинсън – вокали
- Алекс Диксън – китара
- Крис Дейл – бас
- Алесандро Елена- барабани